# Cratoptera viridirufa
Cratoptera viridirufa är en fjärilsart som beskrevs av W. Warren 1901. Cratoptera viridirufa ingår i släktet Cratoptera och familjen mätare. Inga underarter finns listade i Catalogue of Life.